# Zizilivakan
Le zizilivakan (ou àmzírív, fali de Jilbu, ziliva, ziziliveken) est une langue tchadique du groupe biu-mandara, parlée dans l'Extrême-Nord du Cameroun, dans le département du Mayo-Tsanaga, dans l'arrondissement de Bourrha, près de la frontière avec le Nigeria, également de l'autre côté de la frontière, dans l'État d'Adamawa, notamment à Jilbu.
C'est une langue pratiquement disparue (statut 8b).
En 2010, on en dénombrait environ 200 locuteurs au Cameroun.